# بارنزویل (پنسیلوانیا)
بارنزویل (به انگلیسی: Barnesville) یک منطقهٔ مسکونی در ایالات متحده آمریکا است که در پنسیلوانیا واقع شده‌است. بارنزویل ۲٬۰۷۸ نفر جمعیت دارد و ۳۴۱٫۹۹ متر بالاتر از سطح دریا قرار دارد.